# Agua potable en los barcos

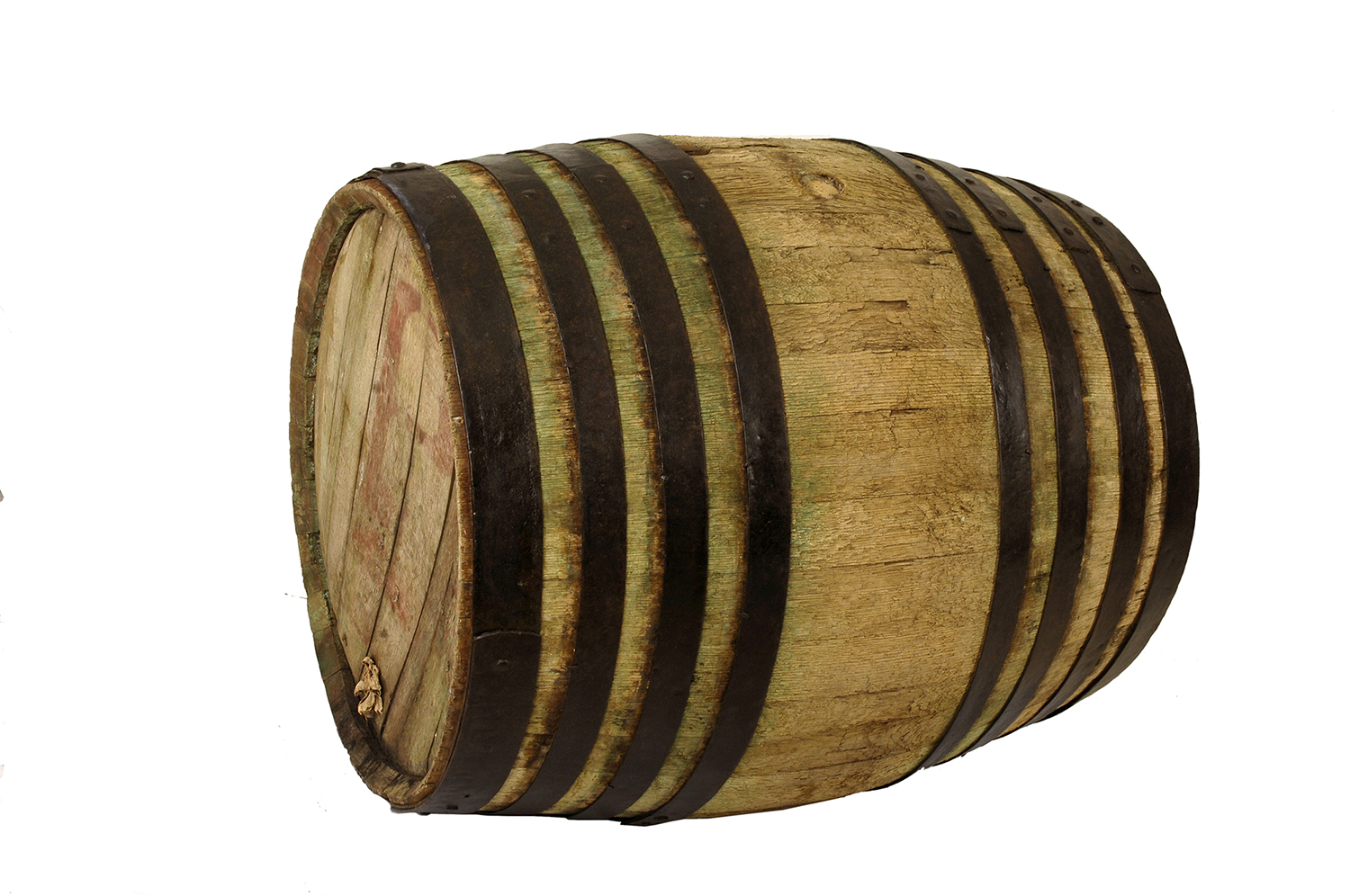
bota valenciana de roble con aros de hierro.

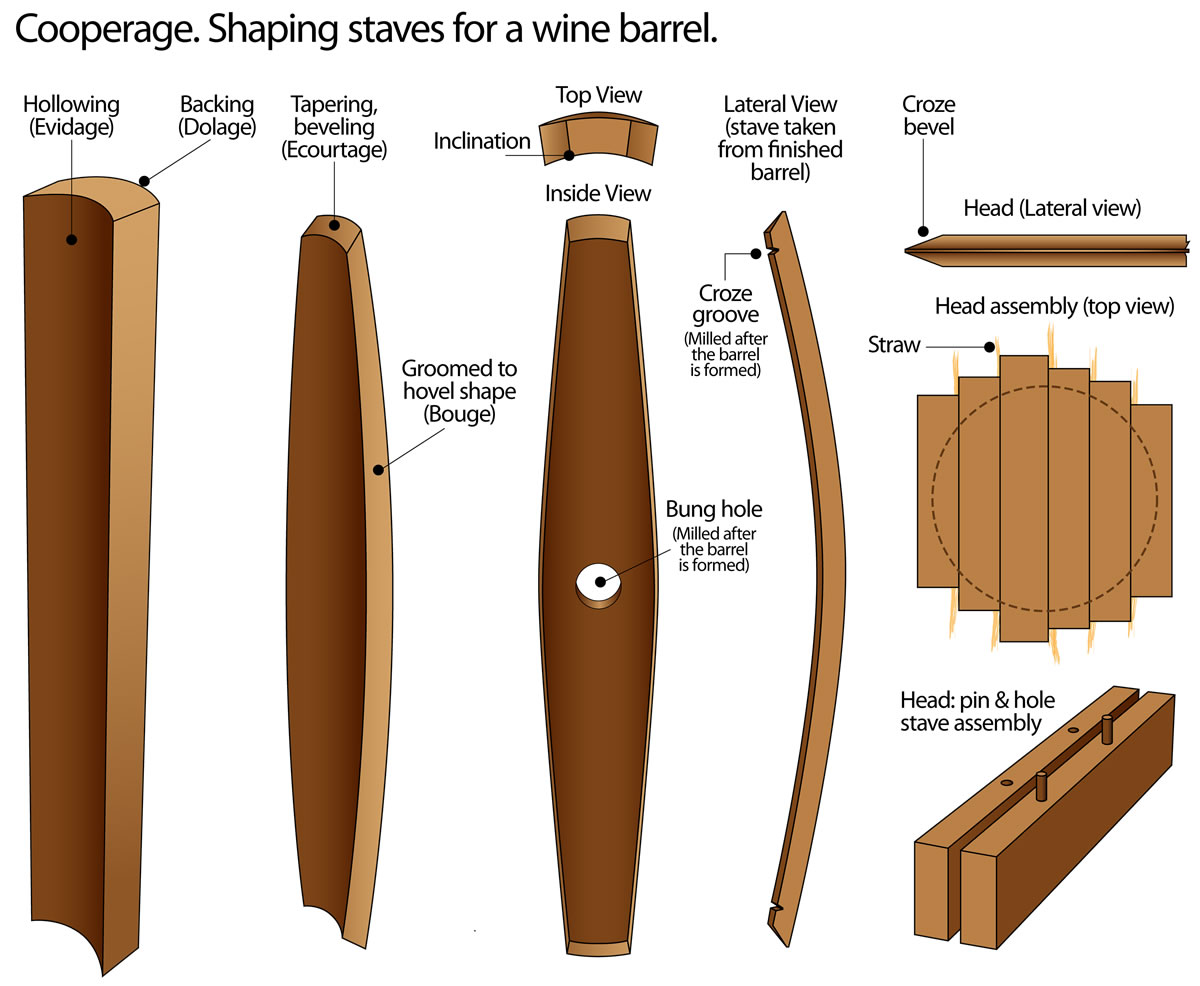
Gráfico que resume la construcción de las duelas y las tapas de una bota.

Las navegaciones marítimas largas hacen que sea imprescindible el transporte de agua potable a bordo de un barco. Dependiendo de las circunstancias ambientales y de la calidad de los alimentos sólidos ingeridos, una persona necesita una cierta cantidad diaria de agua para mantener un nivel de salud óptimo. Si se bebe menos se produce la deshidratación del cuerpo en un grado más o menos perjudicial. Una persona puede resistir unos tres días sin beber antes de morir de sed (por deshidratación).
El transporte del agua potable necesaria se puede reducir a dos tipos de recipientes: los recipientes móviles y los depósitos integrados en el barco.
Otros dos sistemas fueron empleados tradicionalmente para complementar la cantidad de agua potable disponible: la recogida de agua de lluvia y la destilación de agua de mar en un alambique. Modernamente, desde hace algunas décadas, existen sistemas de potabilización por ósmosis inversa.

## Calidad del agua
Durante siglos la calidad del agua a bordo de una nave destinada a travesías largas fue muy deficiente. Aunque el barco zarpara (de un puerto) cargado con agua potable pura y cristalina, al cabo de poco tiempo (quizás ocho días), el agua se empezaba corromper en algunos de los recipientes. La carencia de higiene tampoco ayudaba a mantener la salubridad del agua.
El problema no se solucionó hasta que se emplearon recipientes adecuados (por ejemplo las botas encaladas interiormente; hacia 1772, como se explica más abajo).
Más tarde, las marinas de guerra y mercante dispusieron de varios antisépticos.

## Cantidad necesaria
Dejando de lado, de momento, las necesidades diarias reales de agua de una persona a bordo de un barco (que se sabe cómo calcularlas en función de las condiciones), lo que se puede analizar son las cantidades indicadas en algunos documentos históricos (desde las trirremes griegas, hasta las marinas de guerra europeas del siglo XIX). Resumiendo mucho, estas cantidades son las siguientes:
- Los remeros de una trirreme griega o romana llevaban agua en una bota de piel (odre) individual. Unos veinte litros para tres días. (The Mariner's Mirror, Volumen 84, página 136: “...Each rower had tono take aboard an individual supply of some 20 liters of water for the three days, which seems an aceptable minimum quantity...It follows that each member of the crew must have had his own water-skin, which he filled before coming aboard...”).
- Época de los descubrimientos. Algunos calculaban unos dos litros por persona y día, sin contar con otras bebidas como vino, cerveza y vinagre (que también contienen agua).[3]
- Otros autores consideran que la ración diaria era de un litro y medio por persona (1,5 litros = 3 “cuartillos”).[4]
  - 1 cuartillo = 0,512 litros; aproximadamente igual a 2 petricons.

## Transporte en recipientes móviles

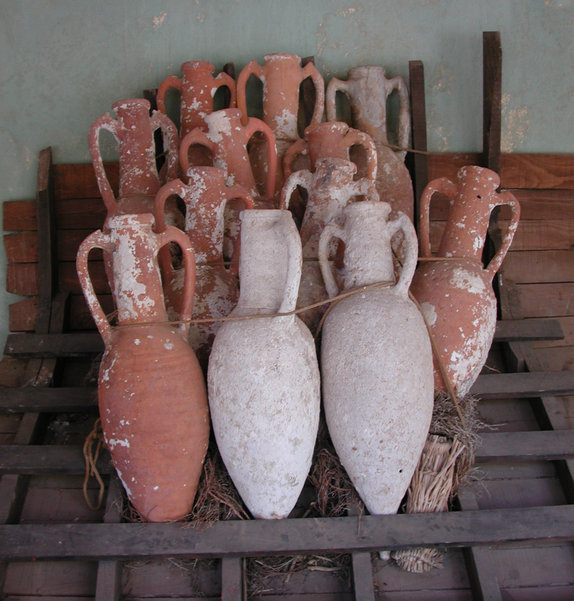
Ánforas exhibidas en el castillo de Bodrum, Turquía

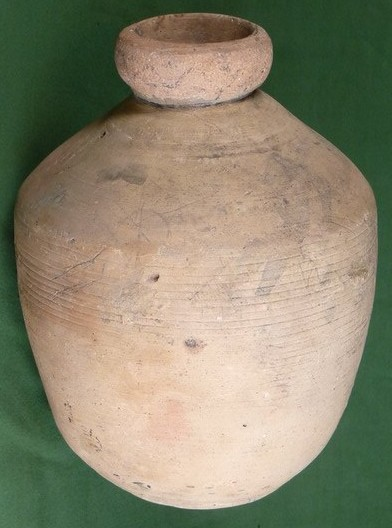
”Botija perulera” del

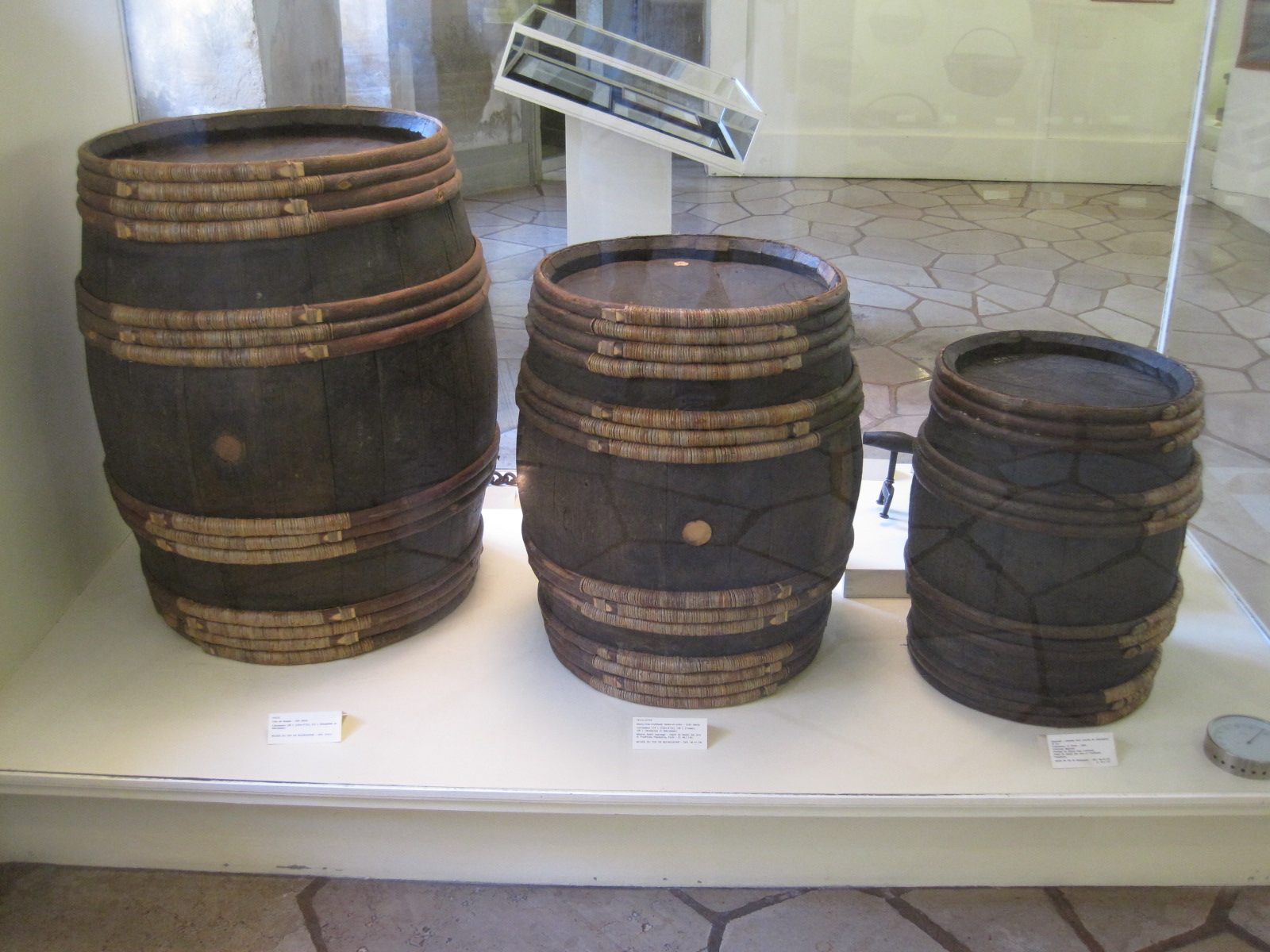
Tres botas francesas con aros de madera. De 228, 114 y 57 litros, respectivamente

### Odres
Una de las maneras más antiguas de transportar líquidos serían los odres de piel de oveja empeguntada. En las zonas urbanas se usaban para contener vino, aceite o vinagre. Pero en casos de condiciones extremas (en los desiertos y en el mar), se empleaban para guardar el agua imprescindible. Ya los barcos fenicios y griegos, y después otros muchos, se beneficiaron de este sistema.
- Un estudio sobre los antiguos barcos de remo indica la cifra de 20 litros de agua para tres días. Esta agua la traía cada remero en un odre para su consumo personal, y lo tenía que llenar antes de zarpar.[6]

### Recipientes debarro

#### En épocas antiguas
El uso de ánforas para transportar líquidos y áridos en los barcos antiguos está muy documentado. Los numerosos hallazgos arqueológicos han permitido un estudio sistemático que hace posible clasificar el punto de fabricación y la época aproximada de una ánfora determinada. Es muy probable que parte del agua potable cargada en un barco mercante antiguo lo fuera en ánforas. Aparentemente pero, no está documentado explícitamente.

#### En la "Carrera de Indias"
Cuando menos oficialmente, las naves de la Carrera de Indias traían una tercera parte del agua potable en “botijas”. Las “botijas” o “botijas peruleras” eran un tipo de cántaros de forma casi esférica sin asas. Algunas iban “enseradas”, hecho que algunos interpretan que iban dentro de un "serón" de esparto con asas (que facilitaba el transporte y protegía un poco contra los choques).

### Botas de madera
La cita más antigua de las botas de madera la proporcionó Plinio el Viejo: “De vasis vinariis: de cellis. XXVII. ...Circa Alpes ligneis vasis condunt, circulisque cingunt,...”
Uno de los sistemas más usados durante siglos para transportar el agua potable de un barco estaba basado en las botas de madera, (conjunto de botas). En cada país y en cada época había variantes del sistema pero hay unas líneas generales que son comunes y pueden resumirse de la manera siguiente:
- Lo botamos estaba formado por botas gordas, botas medianas y botas pequeñas.
  - Las botas gordas (“toneles” o “toneles machos” en castellano) equivalían a llevas botas medianas (“pipas”). Los conceptos modernos de “tonelada” se basan en el “tonel macho”. Una tonelada de volumen es el que ocupaba un “tonel”.[9]
  - Las botas medianas (“pipas” en castellano) cargaban 30 “arrobas”. Una "arroba" de Castilla son 10,5 kg.
  - Las botas pequeñas eran imprescindibles cuando había que hacer aguada en una costa difícil. Hacía falta que fueran de dimensiones relativamente reducidas y que, llenas de agua, pudieran ser transportadas por un solo hombre. De este modo se podían cargar, con cierta facilidad, en las barcas de remo o botes auxiliares de la nave principal.
- También hay que considerar, formando parte del conjunto de enseres necesarios relacionados con el agua, la necesidad de varios embudos y recipientes que permitían el trasvase: pequeñas mangueras de cuero, cubos, cucharones y similares.

#### Materiales de las botas de madera
- un conjunto de duelas (piezas curvadas que forman el cuerpo del recipiente)
- una tapa superior y una tapa inferior (que son iguales y simétricas) apretones de manos en unas ranuras (renvalsos) tajadas a las duelas por la parte interior ( una vez montadas las duelas).
- un conjunto de aros
- un tapón

Las duelas son de roble o de castaño. Las tapas son de la misma madera que las duelas. Acostumbran a ir embogadas (entre listón y listón, se pone una tira de linde seco, para asegurar la estanqueidad). Los aros tradicionales eran de castaño o avellano. Durante siglos también se fabricaron de hierro (con el problema de la corrosión en ambiente marino). Para las botas de vino había aros de acero galvanizado y, más modernamente, de acero inoxidable.

#### Proceso de construcción
Ver el video de referencia.

#### Botas encaladas
- El año 1772 el capitán de barcos mercantes Jean Fret, siguiendo los consejos de un botero de Marsella, hizo encalar una bota para hacer la prueba. El sistema era sencillo: llenar la bota con agua dulce, echar dos puñados de cal viva y dejarla reponer una semana. Pasado el tiempo indicado, derramar el líquido de la bota, enjuagarla bien y llenarla de agua potable.

Con este sistema el agua de la bota se mantuvo en perfecto sido los seis meses que duró el viaje. La capa de cal del interior de la bota preserva de la corrupción del agua.
- El año 1776 M. Maillard de Mesle, intendente del puerto del Île de France, observó la práctica del capitán Jean Fret y divulgó el procedimiento en una carta en el año 1778.[12][13]

#### Cálculo de la capacidad de una bota
La capacidad de una bota se puede medir fácilmente de forma empírica. Hay que tener en cuenta pero, que hay varias fórmulas que permiten calcular el volumen interno de forma teórica.
- El 1615 Johannes Kepler escribió un pequeño tratado sobre el cálculo del volumen de las botas: “Nueva stereometria doliorum vinariorum...”.[15]

## Tanques de agua potable integrados en el barco
- Barcos romanos.[16][17][18]
- 1405. Los barcos de las exploraciones de Zheng He llevaban el agua en tanques especiales. Probablemente integrados en los cascos de las naves (juncos).[19]
- 1487. Vasco da Gama.[20]
- 1500. El explorador portugués Pedro Álvares Cabral descubrió y adoptó el sistema de tanques para agua de forma prismática. tal como los usaban los "mouros".[21]
- 1532. Carta de Pedro de Alvarado “noticiando al Emperador que ha llevado de España carpinteros, calafates y maestros, y en poco tiempo ha fabricado en la mar del Sur un galeón, San Cristóbal, una nao, Santa Clara, otra nao, Buenaventura; otra en el golfo de Chiva, una carabela, un patache y otras dos carabelas más medianas. Lo único que le han faltado han sido toneleros para la dotación de botas, pero para suplirlo, ha hecho unas vasijas que llaman vallas y hacen a seis y a cuatro botas de agua, resultando tan singular vasija y tan buena, que la tienen miedo mejor que los toneles de España”.[22][23]

### Tanques de agua modernos
Sobre los tanques de agua "modernos" (desde el siglo XIX hasta la actualidad) hay mucha bibliografía.
De los materiales empleados se pueden mencionar los siguientes: plancha de acero galvanizado y/o pintado y materiales plásticos o compuestos.

## Recogida de agua de lluvia
- Alain Gerbault.[24]
- 1992.[25]

## Destilación de agua de mar

Esquema de un alambique.

Obtener agua dulce a partir del agua de mar es un sistema teóricamente sencillo que, en la práctica presenta muchas dificultades. En la actualidad y desde hace muchos años hay varias soluciones experimentadas y satisfactorias que funcionan con un rendimiento muy grande.
En los primeros tiempos no fue así. El rendimiento era bajo (entendiendo por rendimiento la cantidad de combustible necesario para obtener una cierta cantidad de agua potable) y, en muchos casos, el agua obtenida no era bastante buena para beber.
Una selección de sistemas documentados es la siguiente:
- 1539. Blasco de Garay.[27][28][29]
- 1560. "Expedición de Los Gelves".[30]
- 1578. Martin Frobisher. Según algunos obtuvo agua dulce a partir de agua de mar congelada.[31]
- 1717. Un médico de Nantes, M. Gauthier, propuso un alambique que no funcionaba bien en alta mar, con el balanceo de la nave.[32]
- 1763. Poissonier. Condensador de contracorriente.[33][34]
- 1771. Método del Dr. Irving, adoptado por la Marina Real Británica.[35]
- 1771. James Cook, en su barco HMS Resolution, traía un alambique de cocer e hizo algunas pruebas para comprobar el consumo de carbón hacia la producción de agua dulce.[36][37]
- 1783. Louis Antoine de Bougainville.[38]
- 1817. Louis Claude de Saulces de Freycinet.[39][40][41]
- 1821. Publicación de los detalles de un aparato de destilar aguardiente de vino en proceso contínuo, del catalán Joan Jordana y Elias. Este alambique presentaba muchas ventajas sobre los anteriores y fue adoptado rápidamente en Cataluña.[42]

## Documentos
- C.50. Plinio mencionó dos sistemas para obtener agua potable a partir de la humedad del mar. El primero estaba basado en exponer pieles de oveja con lana al aire húmedo y aprovechar el agua condensada.[43] (Véase Atrapanieblas).
- 1509. La escuadra del cardenal Cisneros equipado para la campaña de Orán llevaba el agua en 1.600 barricas valencianas, para la tropa y los caballos. El jefe militar de la expedición era el conde Pedro Navarro.[44][45][46]
- 1539. Fray Antonio de Guevara publicó una obra irónica sobre la vida en una galera:[47]

“ Es privilegio de galera, que nadie al tiempo de comer pida agua clara, delgada, fría, sana, y sabrosa, sino que se contente, y aunque no quiera, con beberla turbia, gruessa, cenagosa, caliente, desabrida; verdad es que à los muy regalados les dà licencia el Capitan, para que al tiempo de beberla con una mano, atapen las narizes, y con la otra lleven el vaso à la boca”.
Arte del Marear y de los inventores de ella. Fray Antonio de Guevara .(Valladolid 1539).

- 1543: Ley XXXXV. Que los Maestres lleven las dos tercias partes de agua en pipas; y la otra en botijas. El Emperador D. Carlos, y el Príncipe Gobernador. Ordenanza 146 de la Casa: “Ordenamos que todos los Dueños, Capitanes de Mar, y Maestres de Navíos, carguen por lo menos las dos partes del agua, que fuere necesaria, en pipas bien aderezadas, que no hayan tenido vino, y la otra tercia parte puedan cargar en botijas; y si el Visitador reconociere, que no se cumple así, no les dé licencia para partir, é incurran en pena de treinta ducados”.[48]
- 1606. En una de sus expediciones de exploración Pedro Fernández de Quirós llevaba un alambique para destilar agua de mar. El sistema no era práctico por la gran cantidad de leña que exigía su funcionamiento.[49]
- 1686. Un memorial habla del agua potable estimada necesaria para una nave de la Flota de Indias. 
  - Una nave de 550 toneladas y 250 tripulantes tenía que cargar 60 “pipas” de 30 “arrobas”. Un total de 1.800 “arrobas” de agua, suficiente para tres meses.[50]
- 1741. Agua racionada a “un cuartillo por individuo al día”.[51]
- 1769. El paquebote San Carlos zarpó del Puerto de la Paz el 10 de enero de 1769. El capitán era Vicens Vila. Le acompañaban el ingeniero Miguel Costansó y el cirujano Pedro Prat. El guía espiritual era Fray Fernando Padrón. Las tropas embarcadas fueron el teniente Pedro Fages como comandante de 25 soldados de la Compañía Franca de Voluntarios de Cataluña. Llegó a la bahía de San Diego el 29 de abril de 1769, en un viaje de 110 días, lleno de dificultades y de vientos contrarios. Las barricas de agua la dejaban escapar y fue necesario ir a la costa para volverlas a llenar.